# J.V. Heimo
J.V. Heimo, egentligen Veli Johannes Heimonen, född 9 december 1906 i Juankoski, död 2 juni 1973, var en finländsk präst och kompositör.
Heimonen genomgick teologiutbildning i Helsingfors och studerade komposition vid Helsingfors musikinstitut under ledning av Selim Palmgren och Aarre Merikanto. Över 650 av hans kompositioner, tillkomna mellan 1931 och 1973, finns bevarade på Åbos Sibeliusmuseum. Förutom verk för piano samt solo- och körsång, består samlingen av orkestersviter, orgelmusik och kammarmusik. På 1960- och 1970-talet ingick smärre delar av hans kompositioner i Åbo stadsorkesters repertoar, men huvuddelen har aldrig spelats offentligt.
På 1930-talet spelades flera av Heimonens, omnämnd under pseudonymen J. V. Heimo, schlagrar in på grammofon av artister som Georg Malmstén, Heikki Tuominen, A. Aimo och Mauno Tamminen. Heimonens Puoli prosenttia (En halv procent) var en av de alkoholrelaterade sånger som publicerades på skiva under förbudstiden.

## Inspelade verk
- Koti-ikävä
- Anna-Liisa
- Helena
- Ikilemmen taika
- Kahden venheessä
- Kevät
- Kätesi minulle annoit
- Los Angeles
- Nautilus
- Punainen ruusu
- Puoli prosenttia
- Sinun silmäsi
- Syys ja kevät
- Taiston kentillä
- Tshing-tshang
- Yön lapsi
- Äidin laulu